# Heidelberg
Heidelbergⓘ [ˈhaɪdəlbɛʁk] este un oraș în nord-vestul landului german Baden-Württemberg. Cu circa 160 mii locuitori este al cincilea oraș ca mărime din landul Baden-Württemberg (după Stuttgart, Mannheim, Karlsruhe și Freiburg im Breisgau). Heidelberg are statut administrativ de district urban, este deci un oraș-district (în germană kreisfreie Stadt).
Heidelberg găzduiește una din cele mai vechi și mai renumite universități din Europa: Universitatea din Heidelberg, Ruperto Carola. Este renumit și pentru orașul vechi, foarte bine conservat, cu clădiri din secolele XIV-XVIII.
În Heidelberg și-a petrecut cea mai mare parte a exilului și a decedat, la 15 mai 1873, domnitorul Alexandru Ioan Cuza.

## Geografie
Heidelberg este situat pe râul Neckar, acolo unde râul părăsește văile abrupte din podișul Odenwald și își continuă cursul prin lunca Rinului, până la vărsarea în acesta (cca. 22 km nord-vest). Orașul este străjuit de două dealuri, pe fiecare parte a râului, unde se află vârfurile Königstuhl (568 m - cel mai înalt din Odenwald) și Heiligenberg (445 m).
Râul Neckar se varsă la circa 22 de kilometri în Rin. Comunele care au fost integrate orașului Heidelberg în secolul XX se află pe valea Neckarului și pe Bergstraße la marginea Odenwaldului. Orașul este poziționat în Regiunea Metropolitană Rhein-Neckar, una dintre cele mai mari regiuni metropolitane din sud-vestul Germaniei care cuprinde o parte din sudul landului Hessen, o parte din Pfalz și partea nord-vestică a landului Baden-Württemberg. Cele mai mari orașe din regiunea cu peste 2,35 milioane locuitori sunt orașele Mannheim, Ludwigshafen și Heidelberg. Heidelbergul se află pe drumul european de pelerinaj E1, care pornește din mijlocul Suediei și ajunge până la Umbria în Italia.

### Flora și fauna
Deoarece Heidelbergul se află în una dintre cele mai calde zone ale Germaniei, flora și fauna de aici corespund florei și faunei din zonele cu climă temperat continentală cu anumite caracteristici uimitoare: în grădini private pot fi găsiți arbori exotici ca migdalul, smochinul sau măslinul. „Grădina publică” a orașului o constituie dealul care se află vis-a-vis de orașul vechi, pe cealaltă parte a Neckarului unde sunt plantate diverse specii exotice de plante în grădinile de pe lângă drumul filosofilor. Acolo s-a reînceput și cultivarea viței de vie din anul 2000.
Pe lângă acestea, mai există în Heidelberg o populație sălbăticită de papagali africani, și o populație sălbăticită de gâște cu aspect de lebădă aduse din Siberia. Acestea pot fi întâlnite mai ales pe insula de pe Nackar din zona cartierului Bergheim și pe pajiștea Neckarului din Neuenheim.

### Structuri administrative, regiunea

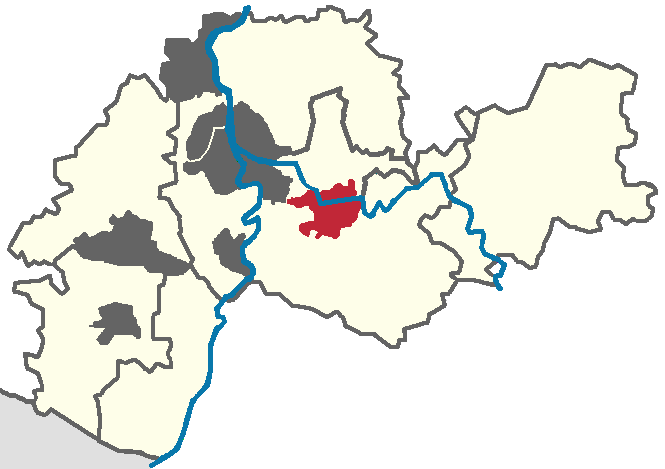
Cu roșu poziția Heidelbergului în regiunea metropolitană Rhein-Neckar

Heidelberg este reședința prefecturii districtului rural Rhein-Neckar-Kreis. Orașul Heidelberg este un district urban - municipiu - în zona administrativă a regiunii administrative Karlsruhe. Heidelbergul aparține aglomerației urbane din regiunea Rhein-Neckar, care cuprinde zone din partea sudică a landului Hessen, din regiunea Pfalz a landului Rheinland-Pfalz și din partea nord-vestică a landului Baden Württemberg. Cu un număr destul de mare de orașe mai mici această aglomerație urbană este cunoscută sub numele triunghiul Rhein/Neckar și din anul 2005 trecută în rândul marilor aglomerații metropolitane recunoscute la nivel european.

### Structura orașului
Orașul Heidelberg este împărțit în 15 zone și 47 de cartiere. Acestora se adaugă șapte foste sate din vecinătate care au fost asimilate orașului până în 1975. Unor cartiere aparțin și anumite curți țărănești aflate la distanțe considerabile.
- Orașul Interior

Una dintre părțile cele mai vechi ale orașului Heidelberg este Orașul Vechi care se poziționează între Neckar și Königstuhl. În acest perimetru se află cele mai multe puncte de interes turistic cum ar fi castelul din Heidelberg. Datorită moștenirii culturale deosebite Heidelbergul a încercat în 2004 și 2007 să recunoască Orașul Vechi drept parte a Patrimoniului Cultural Mondial al UNESCO. Acestei părți a orașului aparțin și câteva zone mai depărtate din Odenwald cum ar fi Molkenkur, Curtea verzii și Curtea Speyerului. Zona Bergheim din vestul Orașului Vechi împreună cu Orașul Vechi din Heidelberg alcătuiesc Orașul Interior. Fostul sat Bergheim este mai vechi decât Orașul Vechi. Urme ale coloniilor umane din epoca de piatra au fost descoperite în Bergheim. Bergheim-ul a fost pentru prima oară menționat în anul 769 în Codexul din Lorsch. În 1392, satul Bergheim a fost desființat, iar locuitorii acestuia au fost colonizați forțat în orașul reședință Heidelberg, aflat în acea vreme în plină expansiune.
- Centrul

În imediata vecinătate sud-vestică a Orașului Interior se află Orașul din Vest, care în partea sudică se continuă cu Orașul din Sud. Aceste două părți ale orașului s-au dezvoltat datorită creșterii bruște a populației Heidelbergului în perioada industrializării și mișcărilor de populație ce au urmat după cel de al Doilea Război Mondial. Tot Orașului din Sud aparțin și Mark-Twain-Village și Campbell-Barracks, zone rezidențiale în care au locuit soldații americani și familiile acestora.
Momentan, se execută planul de dezvoltare imobiliară pentru zona Orașul Gării care este închisă în vest de Bergheim și de Orașul din Vest.
| Anul            | Comuna/Satul   | Suprafață Hectare |
| --------------- | -------------- | ----------------- |
| 1891            | Neuenheim      | 497               |
| 1903            | Handschuhsheim | 1.546             |
| 1920            | Wieblingen     | 966               |
| 1920            | Kirchheim      | 1.375             |
| 1927            | Rohrbach       | 1.140             |
| 1920/35         | Grenzhof       | 445               |
| 1 ianuarie 1975 | Ziegelhausen   | 1.475             |

- Sudul

Mai departe spre sud se află zona Rohrbach de care depind și Hasenleiser-ul și Curtea eroilor berii. Spre sud est se află două zone foarte noi ale orașului Boxberg și Emmertsgrund .
- Vestul

Cea mai veche și mai mare zonă a orașului Heidelberg este Kirchheim. Aici existau așezări umane din epoca bronzului. Mai multe morminte din perioada carolingiană au fost descoperite în anii 70 ai secolului trecut în zona cu păianjeni, care atestă importanța Kirchheimului ca punct economic nevralgic alături de mănăstirea Lorsch și episcopia din Mainz. Zona Kirchheim alcătuiește partea de sud-vest a Heidelbergului și a fost anexată orașului în anul 1920. Tot de această zonă aparțin și Curtea Kirchheim-ului, Curtea Pădurarului din Pleikart, Neurottul și Patrick-Henry-Village, fosta colonie militară americană întemeiată în 1947.

### Localități învecinate
Următoarele orașe și comune se învecinează direct cu orașul Heidelberg, începând din west în sensul acelor de ceasornic: Eppelheim, Mannheim, Edingen-Neckarhausen, Dossenheim, Schriesheim, Wilhelmsfeld, Schönau, Neckargemünd, Bammental, Gaiberg, Leimen, Sandhausen, Oftersheim, Plankstadt, (toate din județul Rhein-Neckar-Kreis).

Cartierele orașului Heidelberg

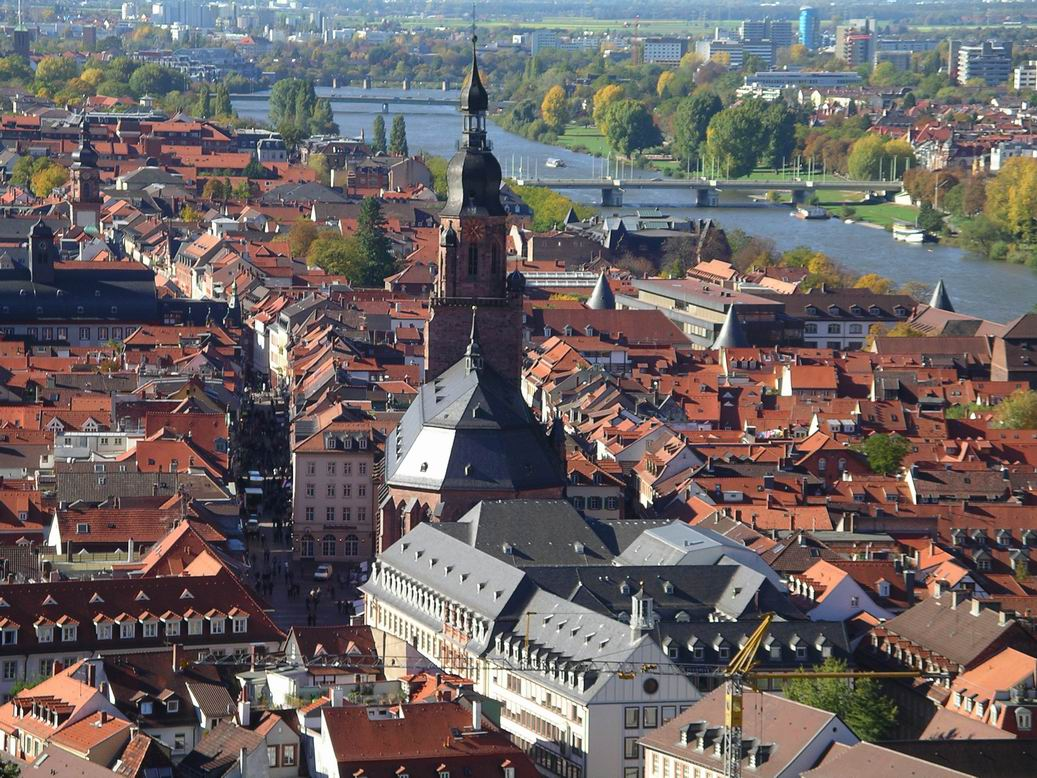
Centrul istoric al Heidelbergului

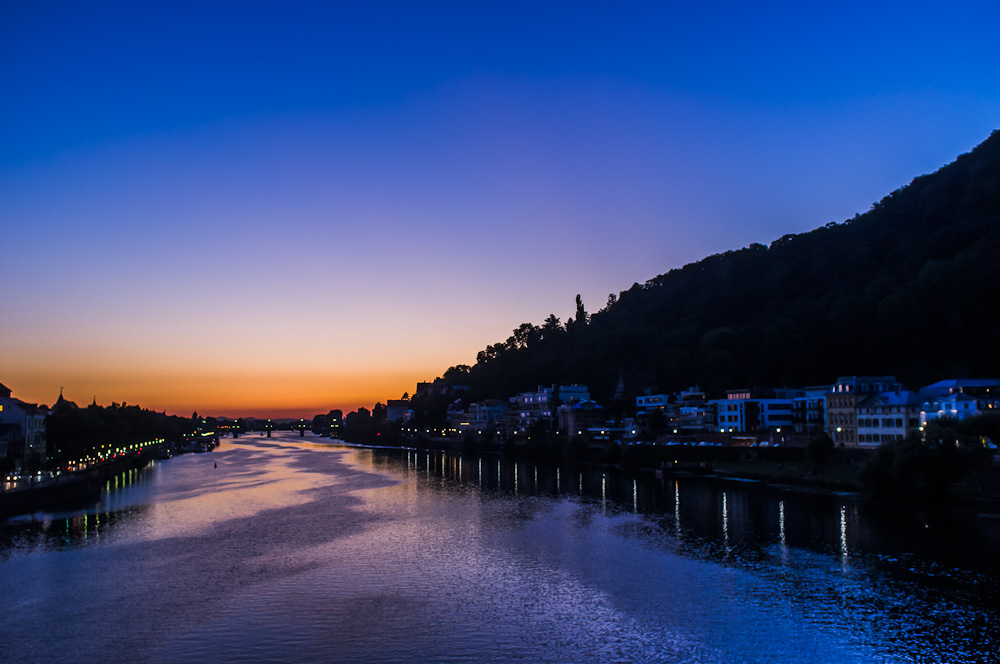
Panorama Neckarului de pe podul vechi din Heidelberg, seara

### Clima
Clima în această regiune protejată de pădurea din Pfalz și de cea din Odenwald este temperată și condiționată în proporție de 65% de curenții de aer maritim care vin partea vestică. În comparație cu regiunea văii Rinului, poziția orașului Heidelberg aflat la capătul văii Neckarului favorizează vânturile din est. Coastele dealurilor din Odenwald favorizează formarea norilor și ploile dese în Heidelberg. Serviciul meteorologic german a măsurat între 1971 și 2000 o temperatură medie de 11,1 °C și o abundență a precipitațiilor de 745 mm pe an. Cea mai caldă lună este iulie, cu o temperatură medie de 20,1 °C, iar cea mai rece ianuarie cu o temperatură medie de 2,5 °C. Vara pot fi întâlnite și temperaturi de peste 30 °C. Cea mai ploioasă lună este iulie și cea mai uscată februarie. Cu o temperatură medie de 12,2 °C în mijlocul anului 2011 Heidelbergul a fost cel mai cald loc din Germania în anul 2011..
| Temperaturi medii lunare și pluviale pentru Heidelberg 1971–2000 \| \| Ian \| Feb \| Mar \| Apr \| Mai \| Iun \| Iul \| Aug \| Sep \| Oct \| Noi \| Dec \| \| An \| \| Temperatura (°C) \| 2,5 \| 3,6 \| 7,3 \| 10,5 \| 15,2 \| 17,8 \| 20,1 \| 19,8 \| 15,9 \| 11,1 \| 6,0 \| 3,6 \| Ø \| 11,1 \| \| Precipitații (mm) \| 48 \| 44 \| 53 \| 49 \| 77 \| 79 \| 81 \| 56 \| 64 \| 64 \| 68 \| 63 \| Σ \| 745 \| |     |     |     |      |      |      |      |      |      |      |     |     |   |      |
| | Ian | Feb | Mar | Apr  | Mai  | Iun  | Iul  | Aug  | Sep  | Oct  | Noi | Dec |   | An   |
| Temperatura (°C) | 2,5 | 3,6 | 7,3 | 10,5 | 15,2 | 17,8 | 20,1 | 19,8 | 15,9 | 11,1 | 6,0 | 3,6 | Ø | 11,1 |
| Precipitații (mm) | 48  | 44  | 53  | 49   | 77   | 79   | 81   | 56   | 64   | 64   | 68  | 63  | Σ | 745  |

## Istoric
Împrejurimile au fost locuite încă din cele mai vechi timpuri, urme ale mai multor așezări au fost descoperite în jurul sanctuarelor celtice de pe dealul Heiligenberg. În timpul Imperiului Roman, aici a existat un fort și o garnizoană.
Heidelberg a fost atestat documentar pentru prima oară în 1196 (relativ târziu, având în vedere că alte așezări din vecinătate - unele devenind între timp chiar cartiere ale actualului oraș - sunt atestate deja din sec. VII-IX).
Multă vreme, Heidelbergul a constituit reședința Palatinatului Elector (în germană Kurpfalz), unul din statele feudale de primă importanță ale Sfântului Imperiu Roman de Nație Germană. În urma Bulei de Aur din 1329, Contele Palatin (Pfalzgraf) al Rinului devine unul din cei șapte Principi Electori.
În 1386, Principele Ruprecht I-ul înființează Universitatea din Heidelberg, una din cele mai vechi instituții de acest fel din Europa (și cea mai veche de pe teritoriul actual al Germaniei).
Palatinatul a fost unul din primele state protestante în sec. al XVI-lea. Heidelbergul devine un important centru al Reformei.
În sec. al XVII-lea, orașul (ca, de altfel, întregul principat) suferă intens urmările Războiului de 30 Ani (1618-1648): peste două treimi din populația regiunii piere în urma sângerosului conflict. În timpul Războiului de Succesiune al Palatinatului, Castelul Heidelberg suferă distrugeri mari din partea trupelor franceze de ocupație. Astăzi, ruinele castelului reprezintă atracția turistică principală a Heidelbergului.
În 1720, reședința Palatinatului este mutată la Mannheim. Cu aceasta Heidelbergul își pierde importanța politică. Rămâne însă un puternic centru cultural, exponent al Romantismului (sec. al XIX-lea) și al Liberalismului (sec. al XX-lea).
În cursul celui de-al Doilea Război Mondial, orașul scapă ca prin minune de distrugeri, găzduind în perioada postbelică un important centru de comandă al forțelor militare aliate (Cartierul General al US Army Europe). În 2015 americanii au plecat.

## Populația

### Evoluția demografică

Evoluția demografică a populației din Heidelberg

În 1946 orașul Heidelberg atinge pentru prima dată cifra record de 100.000 locuitori și capătă statutul de oraș mare. O mare parte dintre locuitori provin din afara Germaniei, o foarte mare parte a acestora aparținând coloniei americane care este una din cele mai mari colonii din exteriorul Statelor Unite ale Americii. Cetățenii acestei colonii din cartierul Rohrbach nu sunt însă trecuți în scriptele de evidență a populației, ei au un statut special. La sfârșitul lui Septembrie 2012 Heidelbergul număra, fără soldații și angajații forțelor militare americane și fără famiilile acestora în conformitate cu statistica oficiala, 150.241 persoane.
Următorul tabel arată pupulația din Heidelberg în evoluția ei demografică după teritoriul orașului de lqa vremea respectivă. Până la 1833 este vorba doar de evaluări, iar după 1833 de rezultate ale censului sau de rezultate ale statisticilor efectuale de primăria orașului. Cifrele se referă începând cu 1843 la populația prezentă la recensământ, din 1925 la "populația cu domiciliul" în Heidelberg, iar din 1987 la populația cu "locuința principală" în Heidelberg. Până la 1843 cifrele locuitorilor din Heidelberg au fost evaluate după metodologii neuniforme.
| An                  | Nr. locuitori |
| ------------------- | ------------- |
| 1439                | 5.200         |
| 1588                | 6.300         |
| 1717                | 4.800         |
| 1784                | 10.754        |
| 1810                | 10.312        |
| 1812                | 9.826         |
| 1830                | 13.345        |
| 3. Decembrie 1852 ¹ | 14.564        |
| 3. Decembrie 1858 ¹ | 15.600        |
| 3. Decembrie 1861 ¹ | 16.300        |
| 3. Decembrie 1864 ¹ | 17.666        |
| 3. Decembrie 1867 ¹ | 18.300        |
| 1. Decembrie 1871 ¹ | 19.983        |
| 1. Decembrie 1875 ¹ | 22.334        |

| An                  | Nr. locuitori |
| ------------------- | ------------- |
| 1. Decembrie 1880 ¹ | 24.417        |
| 1. Decembrie 1885 ¹ | 26.900        |
| 1. Decembrie 1890 ¹ | 31.739        |
| 2. Decembrie 1895 ¹ | 35.190        |
| 1. Decembrie 1900 ¹ | 40.121        |
| 1. Decembrie 1905 ¹ | 49.527        |
| 1. Decembrie 1910 ¹ | 56.016        |
| 1. Decembrie 1916 ¹ | 47.554        |
| 5. Decembrie 1917 ¹ | 47.483        |
| 8. Octombrie 1919 ¹ | 60.831        |
| 16. Iunie 1925 ¹    | 73.034        |
| 16. Iunie 1933 ¹    | 84.641        |
| 17. Mai 1939 ¹      | 86.467        |
| 31. Decembrie 1945  | 95.811        |

| An                    | Nr. locuitori |
| --------------------- | ------------- |
| 29. Octombrie 1946 ¹  | 111.488       |
| 13. Septembrie 1950 ¹ | 116.488       |
| 25. Septembrie 1956 ¹ | 121.910       |
| 6. Iunie 1961 ¹       | 125.264       |
| 31. Decembrie 1965    | 125.507       |
| 27. Mai 1970 ¹        | 129.656       |
| 31. Decembrie 1975    | 129.368       |
| 31. Decembrie 1980    | 133.227       |
| 31. Decembrie 1985    | 134.724       |
| 25. Mai 1987 ¹        | 127.768       |
| 31. Decembrie 1990    | 136.796       |
| 31. Decembrie 1995    | 138.781       |
| 31. Decembrie 2000    | 140.259       |
| 31. Decembrie 2005    | 142.933       |

| An                  | Nr. Locuitori |
| ------------------- | ------------- |
| 31. Decembrie 2010  | 147.312       |
| 31. Decembrie 2011  | 149.633       |
| 30. Septembrie 2012 | 150.241       |

¹ Rezultat al unui recensământ.
Cu o rată a fertilității de 1,1 copii/femeie Heidelbergul inregistrează numărul cel mai mic de nașteri din Landul Baden Württemberg.

### Comunitățile religioase

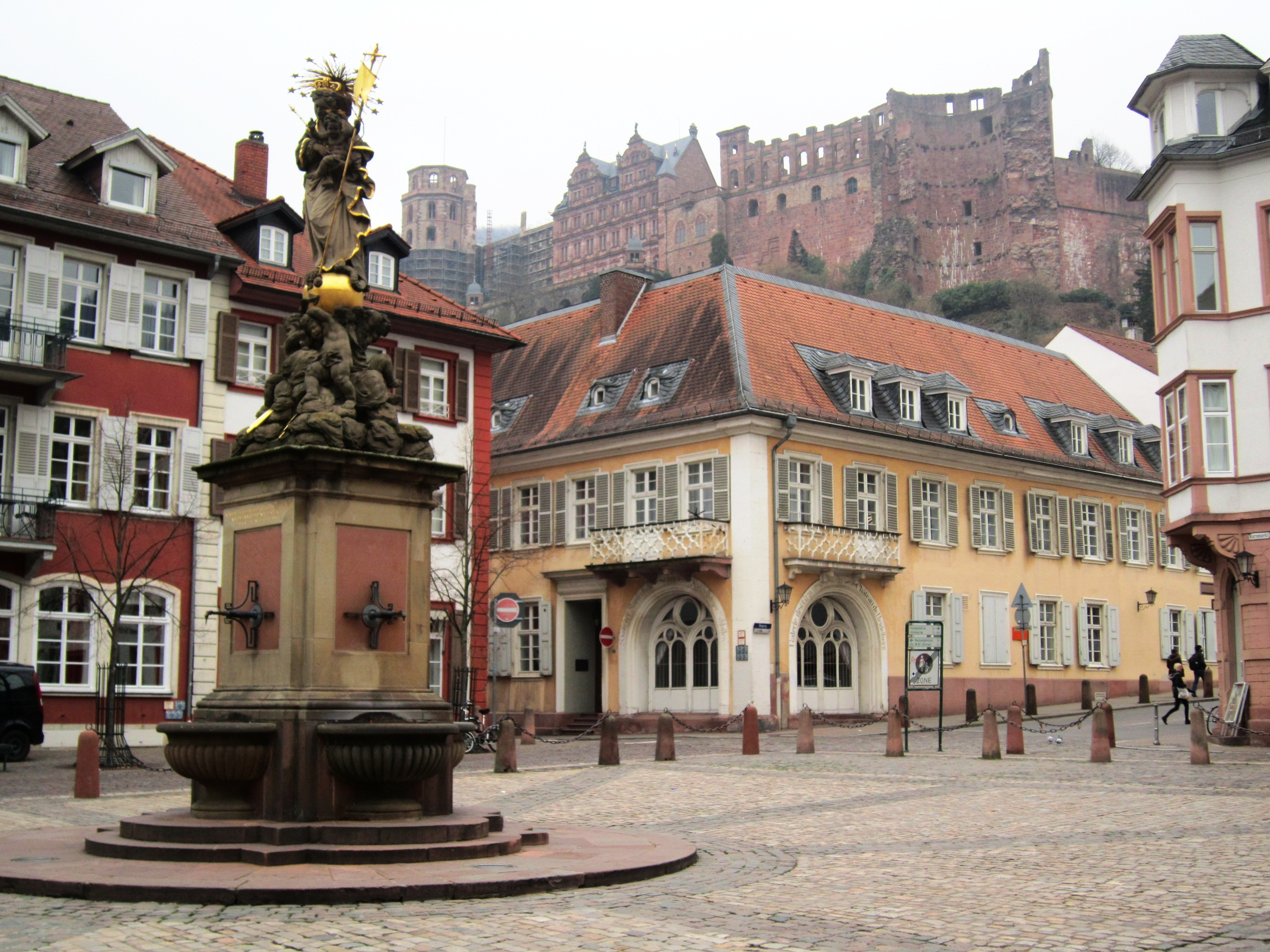
Madonna din Piața Cerealelor

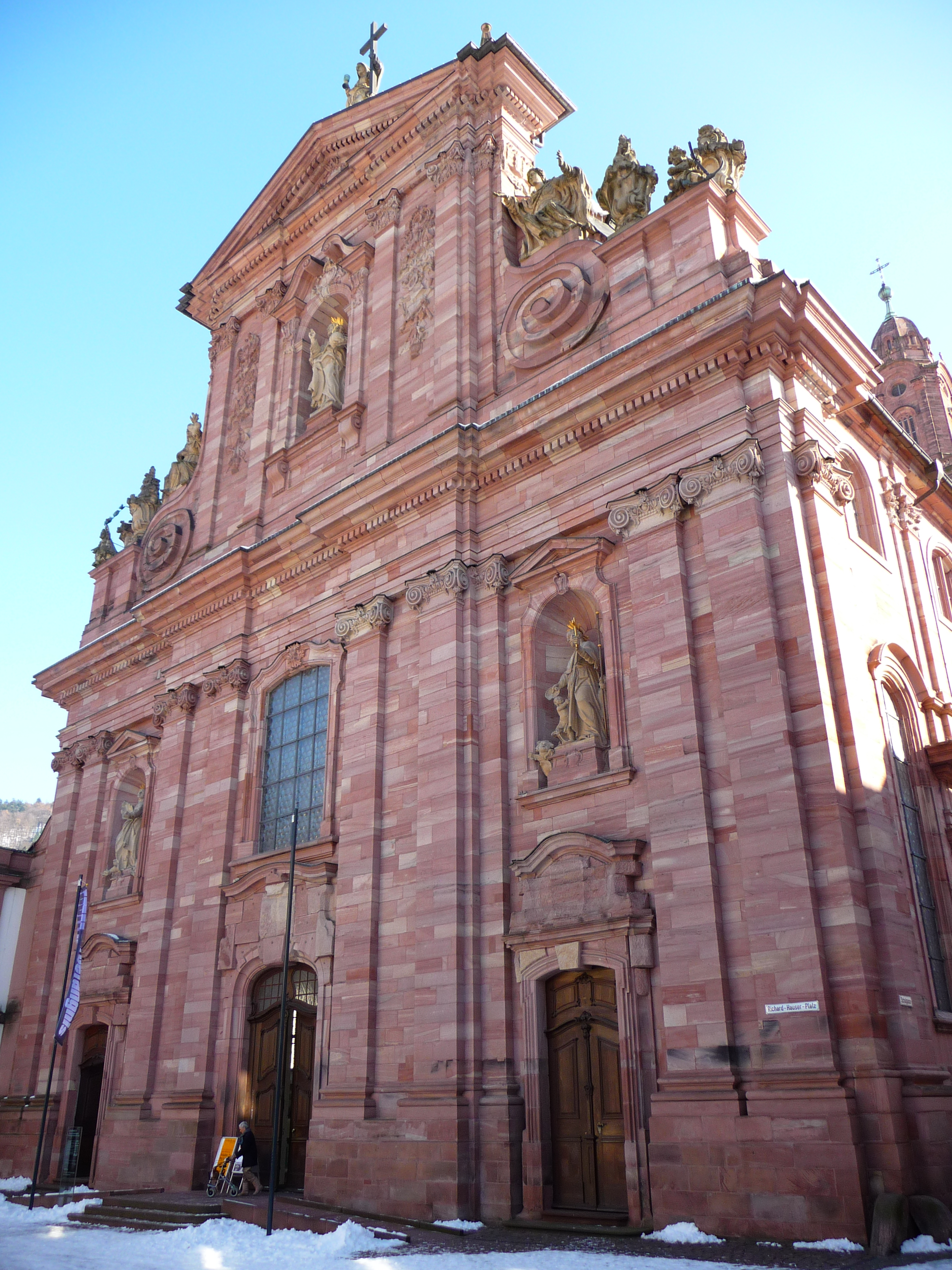
Biserica Iezuită de pe strada Merian

#### Creștinismul
După primele încercări de introducere a protestantismului în Heidelberg au fost făcute de principele palatin Friedrich al II-lea cel Înțelept (1544-1556). Urmașul acestuia, principele palatin Ottheinrich (1556-1559), a decretat drept religie oficială Confesiunea de la Augsburg. Urmașul acestuia principele Friedrich al III-lea din Pfalz (1559-1576) s-a dedicat ramurii calvinist reformate. În timpul domniei sale a fost elaborat în anul 1563 Catehismul de la Heidelberg, care a devenit temelia mărturisirilor calviniste de credință. Catehismul de la Heidelberg a fost tradus practic în toate limbile. Traducerea în limba română a fost publicată sub forma „Catihismului calvinic” din 1642. După o scurtă revenire la luteranism în perioada lui Ludwig al VI-lea din Pfalz (1576-1583), Heidelbergul a rămas epentru multă vreme calvinist. Încercările de recatolicizare făcute de regii din Bavaria și de cei spanioli în perioada Războiului de 30 de ani au fost doar episodice. Abia în 1685, o dată cu moartea principelui palatin Karl al II-lea din Pfalz (1580-1585), se stinge linia reformată a principilor din Pfalz-Simmern și întreaga regiune Kurpfalz trece în administrația catolică a principilor din Pfalz-Neuburg. Atunci începe și recatolicizarea Heidelbergului din perioada contrareformei. Din această perioadă se păstrează în oraș diverse statui ale Maicii Domnului, cum ar fi cea din piața cerealelor. Pentru a accelera contrareforma principii catolici aduc în Heidelberg călugări iezuiți. Pe lângă aceștia au fost prezente călugărițele ordinului carmelit până când în 1803, ca urmare a secularizării au trebuit să părăsească mănăstirea din Karlplatz. Cu toate aceste încercări masive de recatolicizare orașul a rămas în majoritate reformat. Populația catolică reprezintă doar o treime din locuitorii orașului. Această schimbare deasă a confesiunii religioase este o caracteristică deosebită a istoriei religioase din Kurpfalz și din Heidelberg.

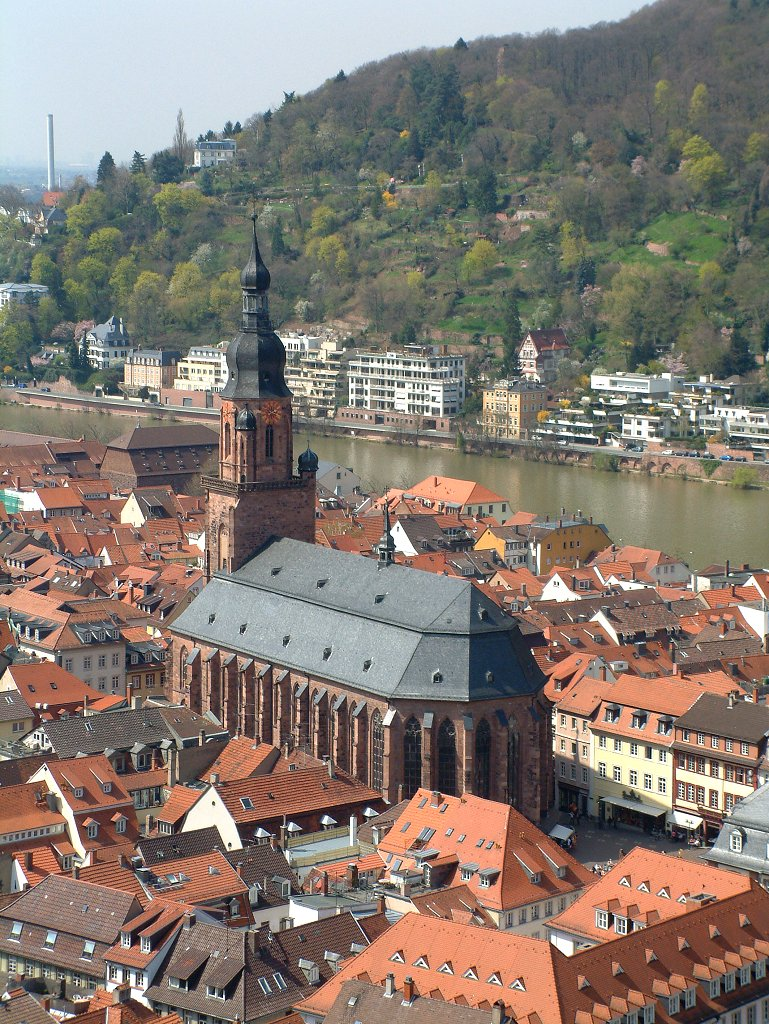
Biserica Sfântul Duh din Heidelberg

Ilustrativă pentru împărțirea confesională a Heidelbergului este istoria bisericii Sfântul Duh. Ca urmare a declarației religioase din 1706 lăcașul a devenit biserică simultană, folosită deopotrivă de catolici și de protestanți. Un zid despărțitor a separat ulterior biserica: naosul bisericii a fost dat reformaților, iar zona altarului și corul romano-catolicilor, iar din 1874 Bisericii Veterocatolice. Încercarea principelui Carol al III-lea Filip de a transforma întreaga biserică într-o biserică de romano-catolică pentru curtea domnească a condus la o criză religioasă în întreg imperiul german. Abia în anul 1936 întregul lăcaș a încetat să mai fie biserică simultană, fiind trecut în întregime în proprietatea Bisericii Evanghelice din Landul Baden. Abia atunci zidul despărțitor care a separat cele două comunități a fost demolat.
În 1821 s-a realizat în marele ducat al Baden-ului o uniune între comunitățile reformate și cele luterane. Astăzi parohiile protestante dacă nu aparțin bisericilor libere sunt membre ale protopopiatului protestant din Heidelberg, care la rândul lui depinde administrativ de Biserica Evanghelică din Landul Baden. Parohiile romano-catolice aparțin protopopiatului Heidelberg-Weinheim din cadrul Arhiepiscopiei de Freiburg.
Pe lângă marile comunități creștine există un număr deosebit de mare de comunități mai mici cum ar fi comunitatea vechilor catolici, comunitatea anglicană, comunitatea baptistă, comunitatea fraților și comunitatea mormonă. Comunitatea neoapostolică are în Heidelberg cinci parohii.
Parohia ortodoxă română Sfânta Treime din Heidelberg continuă tradiția slujirii ortodoxe românești începute la Heidelberg în secolul al XIX-lea și celebrează din anul 1997 lunar, în a doua duminică, Liturghia Sfântului Ioan Gură de Aur în biserica romano-catolică Sf. Ana din orașul vechi.
Din 2009 există în Heidelberg o parohie a creștinilor copți cu hramul Sf. Iosif care celebrează duminical slujbele în biserica Sf. Albert din cartierul Bergheim.

#### Iudaismul
Prima sinagogă din Heidelberg este amintită în anul 1390 în cadrul unei acțiuni de evacuare a evreilor ordonată de Ruprecht al II-lea. Aceasta era localizată la intersecția dintre Strada de Jos și Ulița Evreilor, actualmente Strada celor trei Magi, în orașul vechi. După acest eveniment evreii au dreptul să cumpere o casă în care să activeze sinagoga doar la 1740 în Amntelgasse. În 1875 această sinagogă este demolată și în același loc este construită una nouă. Această sinagogă nouă și cea ortodoxă din Plöck au fost distruse în timpul nopții de cristal din 1938 de către simpatizanții NSDAP-ului.
Reacții advrese sau chiar represive împotriva evreilor din Heidelberg au avut loc și înainte de noaptea de cristal, de exemplu în 1819. Prin organizarea cimitirului de pe munte, Bergfriedhof, a fost realizat și un cimitir evreiesc nou care a supraviețuit persecuției declanșate de pertidul național socialist german în 1938. În 1933 trăiau în Heidelberg 1.102 cetățeni mozaici. La începutul celui de al doilea război mondial în 1939 mai existau 482, iar în 1946 doar 196. În cadrul acțiunii Wagner-Bürckel, când au fost deportați din Baden și din Saarpfalz 6000 evrei în Franța, au fost incluși și 282 de evrei din Heidelberg. Toți aceștia au fost duși în lagărul din Camp de Gurs.
Din 1990 există în Heidelberg o nouă sinagogă a judaismului liberal. În 1994 a fost inaugurată în partea de vest a orașului noul centru parohial iudaic pe locul unei vechi case parohiale creștine. Comunitatea judaică are în prezent 482 de membri și este ca formă de organizare o cumunitate a unității care se orientează după ritul iudaic ortodox, dar care acceptă evrei de orice orientare religioasă mozaică. Majoritatea membrilor actuali provin din fostul bloc comunist și sunt vorbitori de limbă rusă. Majoritatea cărților religioase din Sinagogă sunt în această limbă. Limba rusă fiind limba actuală de cult în sinagoga din Heidelberg.
Pe lângă Univeristatea Heidelberg funcționează din 1979 un Colegiu - de rang universitar - pentru Înalte Studii Iudaice. Cele zece catedre oferă un spectru larg de cercetare atât pentru studenții evrei cât și pentru cei neiudei. Printre altele acest colegiu este singura instituție de învățământ care organizează pregătirea Rabinilor. În 2009 s-a inaugurat noua clădire a acestei instituții.
În octombrie 2010 au fost puse și primele pietre împotriva uitării în memoria evreilor din Heidelberg.

#### Alte religii
În afară de aceste comunități mari există în Heidelberg câteva comunități mai mici ale credincioșilor musulmani, budiști și Bahá'í.

## Economie
Cu un oraș vechi, foarte bine conservat, cu un pod vechi (Alte Brücke) considerat unul din cele mai romantice monumente de arhitectură din Germania, cu ruinele castelului care fascinează și astăzi, Heidelbergul este una din cele mai atractive destinații turistice din Germania.
Arhicunoscutele Heidelberger Druckmaschinen (HDM) (mașini de tipărit) și HeidelbergCement (ciment) sunt cele mai importante repere industriale ale orașului.
Heidelberg este și un nod important al circulației feroviare de persoane, multe trenuri naționale sau internaționale oprind aici.

## Cultură, educație, cercetare

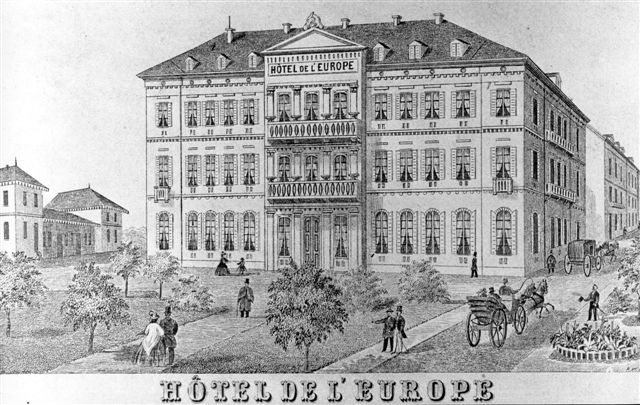
Hotelul Europa (1865) din Adenauerplatz, Heidelberg. În acest hotel fostul domnitor Alexandru Ioan Cuza și-a trăit ultimele zile

În Heidelberg se află prestigioasa „Universitate Ruprecht-Karl”, una din cele mai vechi instituții de acest fel din Europa (cea mai veche de pe teritoriul actual al Germaniei). De oraș sau de Universitate se leagă o impresionantă listă de personalități culturale și științifice ale Germaniei (dintre care putem enumera succint: Carl Bosch, Max Weber, Helmut Kohl, Gustav Kirchhof precum și zeci de laureați ai Premiului Nobel)
În oraș se află patru institute de cercetare Max Planck (Fizica nucleară, Astronomie, Medicină, Drept), Centrul German de Cercetări împotriva Cancerului, Laboratorul European de Biologie Moleculară (EMBL), Centrul German de Gerontologie, Academia Științifică din Heidelberg și multe altele. În 1944, primul ciclotron din Germania a fost dat în folosință la Heidelberg.
Nenumărate clădiri vechi, monumente de arhitectură, muzee, teatre și manifestări culturale periodice completează moștenirea Heidelbergului, aflat pe lista Patrimoniului Mondial sub egida UNESCO.

### Dialect
Dialectul local din regiunea Heidelbergului est dialectul „Kurpellsisch” sau în termenii limbii științifice dialectul din Pfalz în varianta din Kurpfalz.
De la Kaiserslautern până la Mosbach se vorbește o amestecătură dintre dialectul franc de est și dialectul franc din valea Rinului, chiar dacă acum germana literară a făcut ca utilizarea acestora mai ales în spațiul urban și în lumea academică să fie restrâns.

## Presă

### Ziare
- Rhein-Neckar-Zeitung
- Stadtblatt - Amtsanzeiger der Stadt Heidelberg
- Wochen Kurier Heidelberg
- Ruprecht - Revista studenților din Heidelberg
- Blickpunkt Heidelberg - Ziar local cu ediție pentru fiecare din zonele orașului
- „einblick“ - Revista trimestrială a DKFZ

## Personalități
În Heidelberg au trăit și profesat oameni al căror renume s-a întins mult peste granițele Germaniei. Pe nenumărate case modeste din orașul vechi se află plăci comemorative care amintesc trecătorului că în acel loc a trăit și lucrat câte o personalitate deosebită.
Instituția care a atras foarte mulți oameni în Heidelberg este Universitatea din Heidelberg, Ruperto Carola care prin centrele ei excelente de cercetare a adunat oameni deosebit de capabil ce s-au făcut cunoscuți pe plan mondial în diverse domenii. Foarte mulți laureați ai premiului Nobel au trăit, au studiat și au predat în Heidelberg. Amintim doar pe Carl Bosch (laureat al premiului nobil în chimie), Georg Wittig (laureat al premiului nobil în chimie 1979), Walther Bothe (laureat al premiului nobil în fizică 1954), Ernst Ruska (laureat al premiului nobil în fizică 1986) sau Otto Meyerhof (laureat al premiului nobil în medicină 1923), Bert Sakmann (laureat al premiului nobil în medicină 1991), Harald zur Hausen (laureat al Premiului Nobel pentru Medicină, 2008).
Între personalitățile de marcă ale Heidelbergului se numără: Friedrich Ebert (primul președinte al Reich-ului German), Karl Jaspers (filosof), Ernst Jünger (scriitor), Marie Marcks (caricaturistă), Elisabeth Charlotte, Prințesă a Palatinatului (Mare Ducesă de Orléans), Silvia Sommerlath (Regina Suediei), Ananda Mahidol (Regele Siam-ului/Thailandei), Max Weber (Sociolog) și Elisabeth Seitz (gimnastă germană).
Fiind exilat, Alexandru Ioan Cuza a decedat la 15 mai 1873, la Heidelberg.

### Personalități născute aici
- Elisabeta a Palatinatului (1483 – 1522), soția lui Wilhelm al III-lea de Hessa;
- Elisabeth Charlotte (1652 - 1722), prințesă a Palatinatului;
- Friedrich Ebert (1871 - 1925), om politic, fost președinte al Germaniei;
- Ernst Jünger (1895 - 1998), scriitor, filozof;
- Ernst Ruska (1906 - 1988), fizician, laureat Nobel;
- Ananda Mahidol (1925 - 1946), rege al Tailandei;
- Dietmar Hopp (n. 1940), om de afaceri;
- Theodor Wolfgang Hänsch (n. 1941), fizician, laureat Nobel;
- Silvia Renate Sommerlath (n. 1943), regină a Suediei;
- Götz Werner (1944 - 2022), om de afaceri;
- Jackson Browne (n. 1948), muzician american;
- Wolfgang Ketterle (n. 1957), fizician, laureat Nobel;
- Hans-Dieter Flick (n. 1965), antrenor de fotbal;
- Cress Williams (n. 1970), actor american;
- Michael Fassbender (n. 1977), actor germano-irlandez;
- Elisabeth Seitz (n. 1993), gimnastă.

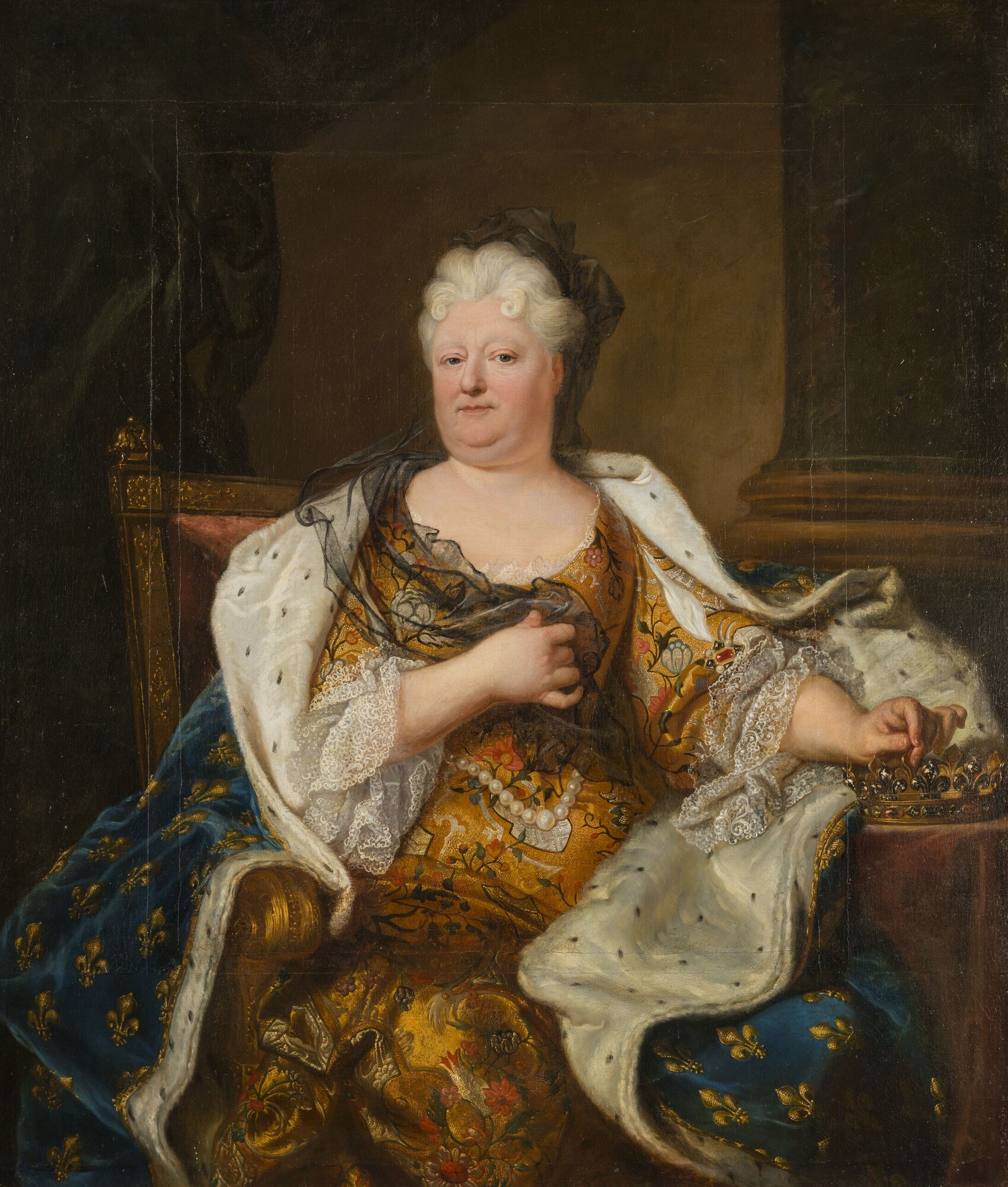
Elisabeth Charlotte, Prințesă a Palatinatului, născută în 1652 la Heidelberg
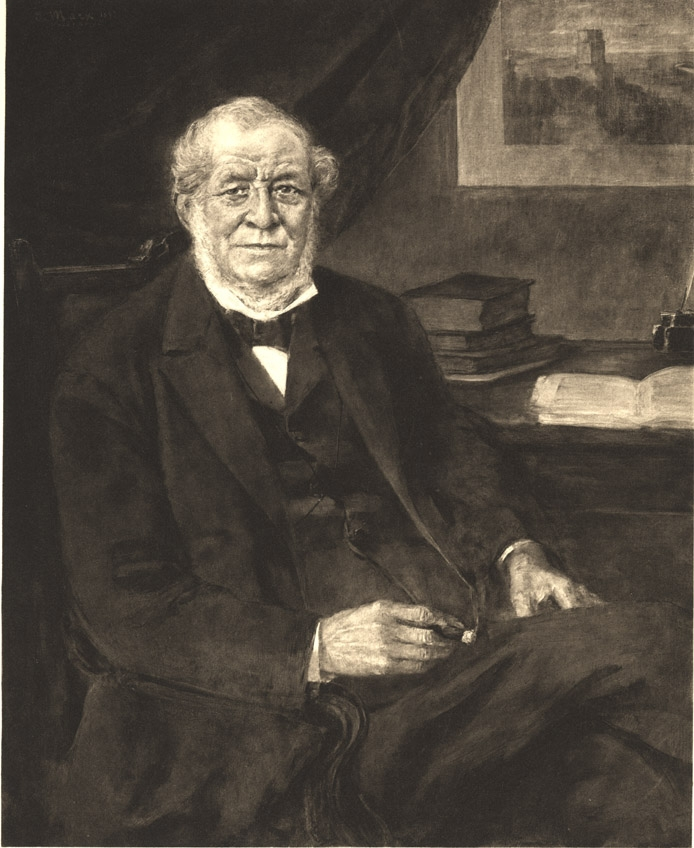
Robert Wilhelm Bunsen, Inventatorul descoperă în 1859 la Heidelberg Spectroscopia
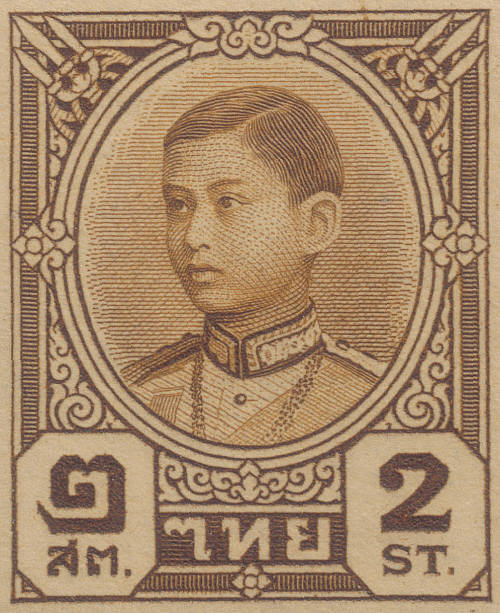
Regele Ananda Mahidol pe o marcă filatelică din 17 aprilie 1941

## Fapt divers
- În cartiere diferite ale orașului se concentrează patru din cele opt echipe ale Bundesligii de Rugby: RG Heidelberg (în Kirchheim), Heidelberger RK (tot în Kirchheim), SC Neunheim și TSV Handschuhsheim .
- În anul 2004, s-au rezervat peste un milion de nopți la hotelurile din oraș. Cifra reală de turiști este mult mai mare, aici intrând și vizitele de o zi precum și cei care au locuit temporar pe la cunoștințe. Se estimează că anual vizitează Heidelbergul cca. 3 milioane de persoane.